# کارگردانی دوریان
کارگردانی دوریان (انگلیسی: Dorian Diring؛ زادهٔ ۱۱ آوریل ۱۹۹۲) بازیکن فوتبال اهل فرانسه است.
از باشگاه‌هایی که در آن بازی کرده‌است می‌توان به باشگاه فوتبال ارتسگبیرگ آئو و باشگاه فوتبال هالشر اشاره کرد.